# تاتارسکی اوریوش
تاتارسکی اوریوش (انگلیسی: Tatarsky Uryush) یک شهرک در شهرستان کاراایدلسکی استان باشقیرستان کشور روسیه است.